# Epidius parvati
Epidius parvati es una especie de araña cangrejo del género Epidius, familia Thomisidae.

## Distribución
Esta especie se encuentra en Asia: Sri Lanka e India.

## Taxonomía
Fue descrita por Benjamin en 2000.
Tratamiento taxonómico
La especie aparece registrada y publicada en Epidius parvati sp. n., a new species of the genus Epidius from Sri Lanka (Araneae: Thomisidae). Bulletin of the British Arachnological Society 11: 284–288.